# Succé (tidning)
Succé är en tidning som startade i Nyköping 2006 under namnet Frotté.
Bland skribenterna på Frotté fanns Gert Fylking och Ankie Bagger. Tidningen gavs ut som veckotidning i Nyköping och som månadstidning i Norrköping, Katrineholm, Halmstad, Karlskrona och Ronneby. Total månadsupplaga i mars 2007 var ca 274 000 exemplar.
I augusti 2009 valde Frotté Nyköping, Norrköping och Västerås att lämna konceptet samtidigt som de övriga städerna sade upp sina avtal. Framtiden var då oviss för varumärket. Sedan hösten 2009 heter tidningen Succé.